# Cordia trichotoma
Cordia trichotoma là loài thực vật có hoa trong họ Mồ hôi. Loài này được (Vell.) Arráb. ex Steud. mô tả khoa học đầu tiên năm 1840.